# 加查虎耳草
加查虎耳草（学名：Saxifraga sessiliflora），为虎耳草科虎耳草属下的一个植物种。